# Karl August Horst
Karl August Horst (* 10. August 1913 in Darmstadt; † 30. Dezember 1973 in Benediktbeuern) war ein deutscher Schriftsteller, Übersetzer und Literaturkritiker.

## Leben
Karl August Horst war der Sohn eines Kaufmanns. Er besuchte ein humanistisches Gymnasium in Darmstadt, an dem er 1931 die Reifeprüfung ablegte. Anschließend studierte er Germanistik, Romanistik und Philosophie an den Universitäten in Berlin, München, Göttingen und Bonn. Nach dem Zweiten Weltkrieg, an dem Horst als Funker der Luftwaffe teilnahm, war er bis 1948 als Assistent von Ernst Robert Curtius an der Universität Bonn tätig. 1947 promovierte er dort mit einer Arbeit über Calderón zum Doktor der Philosophie.
In den folgenden Jahren wirkte Karl August Horst als Literaturkritiker
(u. a. für die Zeitschrift „Merkur“, für die „Frankfurter Allgemeine Zeitung“ und die „Neue Zürcher Zeitung“). Horst lebte zunächst in München, später in Benediktbeuern. Er veröffentlichte literaturwissenschaftliche Arbeiten,
aber auch eigene literarische Werke. Daneben war er Herausgeber der Reihe „Erzähler der Welt“ und übersetzte zahlreiche Autoren aus dem Spanischen (vor allem Jorge Luis Borges), Französischen, Italienischen und Englischen.
Karl August Horst war ab 1963 Mitglied des Deutschen PEN-Zentrums.

## Auszeichnungen
- 1959 Stipendium der Deutschen Akademie Villa Massimo[1]
- 1971 Johann-Heinrich-Voß-Preis der Deutschen Akademie für Sprache und Dichtung

## Werke
- Elegien, Konstanz a. Bodensee [u. a.] 1937
- Die Metapher in Calderóns comedias, Bonn 1947
- Ich und Gnade, Freiburg 1951
- Zero, Frankfurt a. M. 1951
- Ina Seidel, Stuttgart 1956
- Die deutsche Literatur der Gegenwart, München 1957
- Das Spektrum des modernen Romans, München 1960
- Der Skorpion, München 1963
- Das Abenteuer der deutschen Literatur im 20. Jahrhundert, München 1964
- Die Reduktion des Begriffs Wirklichkeit in der neueren erzählenden Literatur, Mainz 1972
- Zwischen den Stühlen, Mainz 1972
- Bald wird die Vogelschrift entsiegelt, Mainz 1983

### Beiträge in Zeitschriften
- Brief an Walter Höllerer, in: Sprache im technischen Zeitalter, Nr. 3 (1962), Seite 237–238.

## Herausgeberschaft
- Sebastian Hensel: Die Familie Mendelssohn 1729 - 1847, Freiburg [u. a.] 1959
- José Ortega y Gasset: Triumph des Augenblicks, Glanz der Dauer, Stuttgart 1960
- O. Henry: Kurzgeschichten, Freiburg im Breisgau 1967
- Literatur und Wissenschaft, Düsseldorf [u. a.] 1968

## Übersetzungen
- René Marill Albérès: Geschichte des modernen Romans, Düsseldorf [u. a.] 1964
- Dámaso Alonso: Söhne des Zorns, Berlin [u. a.] 1954
- Corrado Alvaro: Italienisches Reisebuch, Ebenhausen bei München 1956
- Adolfo Bioy Casares: Morels Erfindung, München 1965
- Adolfo Bioy Casares: Der Schweinekrieg, München 1971
- Maurice Blanchot: Der Gesang der Sirenen, München 1962
- Jorge Luis Borges: Borges und ich, München 1963
- Jorge Luis Borges: Das Eine und die Vielen, München 1966
- Jorge Luis Borges: Geschichte der Ewigkeit, München 1965
- Jorge Luis Borges: Der schwarze Spiegel, München 1961
- Ardito Desio: K 2, München 1956
- Françoise d’Eaubonne: Rebell Rimbaud, München 1959
- Fereidoun M. Esfandiary: Der Opfertag, München 1962
- Bruno Gay-Lussac: Bitterer Wein der Nacht, München 1954
- Jean Giraudoux: Bella, Frankfurt/M. 1956
- Rose Gronon: Im Geheimnis sind wir verbunden, München 1954
- Nikos Kazantzakis: Rettet Gott!, Wien [u. a.] 1953
- Gregorio Marañón: Tiberius, München 1952
- Ramón Menéndez Pidal: Die Spanier in der Geschichte, München 1955
- Augusto Monterroso: Das gesamte Werk und andere Fabeln, Zürich 1973 (übersetzt zusammen mit Inke Schultze-Kraft)
- Henry de Montherlant: Das Chaos und die Nacht, Kiepenheuer & Witsch, Köln 1964; als dtv-Taschenbuch, München 1966.
- Henry de Montherlant: Geh, spiel mit diesem Staub, Köln [u. a.] 1968
- Henry de Montherlant: Tagebücher, Köln [u. a.] 1961
- José Ortega y Gasset: Politische Schriften, Stuttgart 1971
- José Ortega y Gasset: Vergangenheit und Zukunft im heutigen Menschen, Stuttgart 1955 (übersetzt zusammen mit Walter Mönch und Gerhard Lepiorz)
- José Ortega y Gasset: Was ist Philosophie?, Stuttgart 1962
- François Rabelais: Gargantua und Pantagruel, München (übersetzt zusammen mit Walter Widmer)
  - 1 (1968)
  - 2 (1968)
- Pierre Renauld-Krantz: Die Gnade, Zürich [u. a.] 1962
- Marthe Robert: Das Alte im Neuen, München 1968
- José María Sanjuán: Requiem für uns alle, Stuttgart 1970
- Glendon Fred Swarthout: Sie kamen nach Cordura, München 1959
- Paul Valéry: Leonardo, Frankfurt a. M. 1960
- Léon Vallas: Debussy und seine Zeit, München 1961
- Vladimir V. Vejdle: Die Sterblichkeit der Musen, Stuttgart 1958
- Carlo Villa: Mannesjahre oder La nausea media, München 1966
- Voltaire: Kritische und satirische Schriften, München 1970 (übersetzt zusammen mit Joachim Timm und Liselotte Ronte)